# Iglesia de Cristo Rey (Garapan)
La Iglesia de Cristo Rey o Parroquia de Kristo Rai (en inglés: Church of Kristo Rai o Christ the King Church) es el nombre que recibe un edificio religioso que pertenece a la Iglesia católica y se encuentra ubicado en la calle Kopa Di Oru de la localidad de Garapan en las Islas Marianas del Norte un territorio dependiente de Estados Unidos en el Océano Pacífico, parte de Oceanía.
El templo sigue el rito romano o latino y esta bajo la jurisdicción de la diócesis de Chalan Kanoa (Dioecesis Vialembensis). Su historia se remonta a la primera iglesia construida por los españoles en 1876 pero que fue finalizada por los alemanes en el siglo XX. 
Después de la Segunda Guerra Mundial gran parte de la ciudad fue destruida y la iglesia original tuvo que ser demolida. Un nuevo edificio fue construido entre 1969 y 1970. La iglesia dedicada a Cristo Rey fue terminada en 1978.